# Bolesław III. (Schlesien)

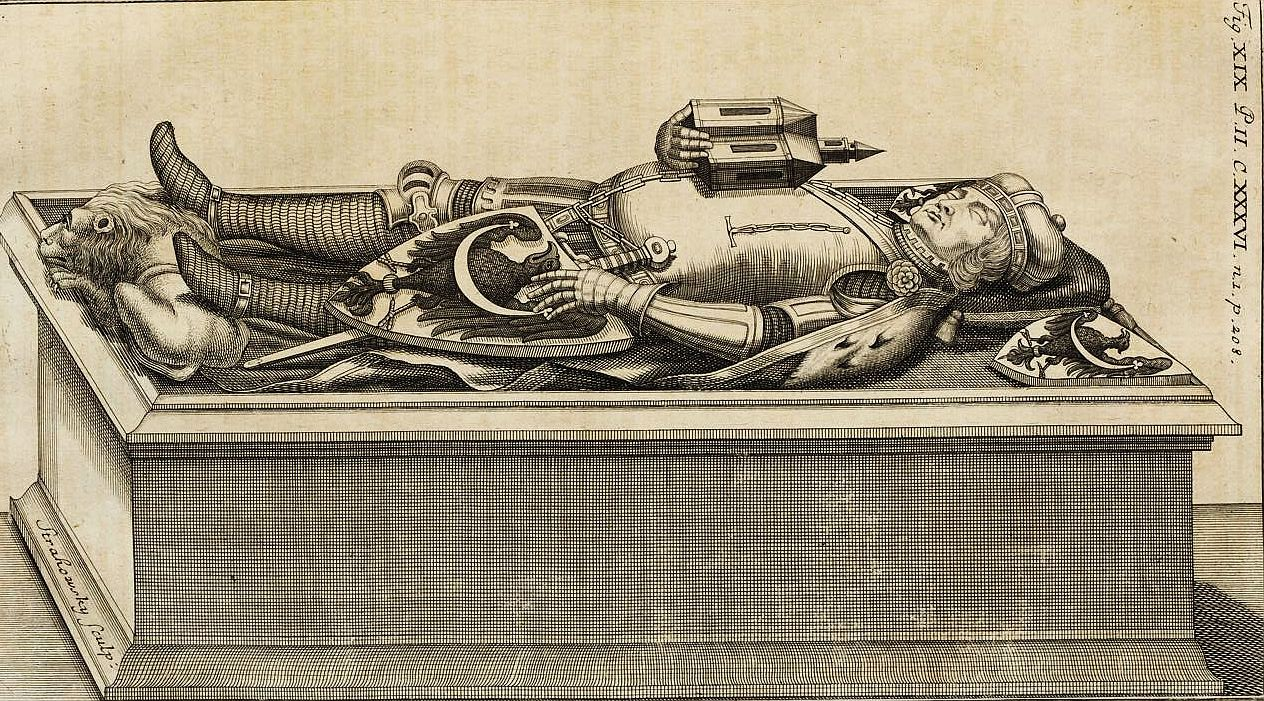
Bolesław III. auf der Grabplatte in Kloster Leubus in Lubiąż, Abbildung (18. Jhdt.) durch den schlesischen Graveur Bartholomäus Strachowsky

Bolesław III. (auch Boleslaus III.; * 23. September 1291; † 21. April 1352) war 1296 bis 1311 Herzog von Breslau, 1311 bis 1342 Herzog von Brieg und Herzog von Liegnitz und 1342 bis 1352 Herzog von Brieg.

## Familie
Bolesław entstammte dem Liegnitzer Zweig der Schlesischen Piasten. Seine Eltern waren Herzog Heinrich V. († 1296) von Liegnitz und Breslau und Elisabeth († 1304), Tochter des Herzogs Bolesław von Kalisch. Bolesławs Geschwister waren:
- Heinrich VI. (* 1294; † 1335), Herzog von Breslau
- Wladislaus (* 1296; † 1352), zunächst Domherr in Breslau; verheiratete sich später mit einer Tochter des Herzogs Bolesław II. von Masowien
- Hedwig, verheiratet mit Otto, Sohn des Markgrafen Otto V. von Brandenburg
- Eufemia, verheiratet mit Otto von Kärnten

Bolesław vermählte sich vor dem 13. Januar 1303 mit Margarete von Böhmen (Markéta Přemyslovna,* 21. Februar 1296; † 8. April 1322), der damals knapp siebenjährigen Tochter des böhmischen Königs Wenzel II. aus dessen erster Ehe mit Guta von Habsburg. Der Ehe entstammten die Kinder:
- Wenzel I. (* 1308/10, † 1364), Herzog von Liegnitz, heiratete 1341 Anna († 1367), Tochter des Teschener Herzogs Kasimir I.
- Ludwig I. (* 1311/13, † 1398), Herzog von Brieg, heiratete 1341/45 Agnes († 1362), Tochter des Herzogs Heinrich IV. (* 1292; † 1342), Herzog von Glogau und Sagan
- Nikolaus (* um 1322, † nach dem 7. April 1322)

Nach Margarethes Tod heiratete Bolesław 1326 Katharina Šubić, Fürstin von Kroatien. Dieser Ehe entstammte die Tochter
- Katharina († 1409)[1]

## Leben
Nach dem frühen Tod seines Vaters 1296 wurde dessen Bruder Bolko I. zum Vormund über Bolesław und dessen minderjährige Geschwister bestellt. Da Bolko bereits 1301 verstarb, übernahm die Vormundschaft der böhmische König Wenzel, dem damit ein weiterer Einfluss in Schlesien gelang.
Nach König Wenzels Tod 1305 übernahm Bolesław unter der Vormundschaft des Breslauer Bischofs Heinrich von Würben die Regierung seines Herzogtums zugleich für seine jüngeren Brüder. 1311 wurde das väterliche Erbe geteilt. Bolesław erhielt das Fürstentum Brieg mit Grottkau sowie eine Geldabfindung von seinem Bruder Heinrich, dem das wertvollere Herzogtum Breslau zugewiesen wurde, das nur noch aus den Weichbildern Breslau und Neumarkt bestand. Wladislaus erhielt Liegnitz. Schon bald versuchte Bolesław seine Macht auszudehnen und das Erbe seiner Brüder zu schmälern, mit denen er ständig in Streitigkeiten stand. Sein Bruder Wladislaus musste ihm Liegnitz abtreten.
Mit dem böhmischen König Johann, mit dem er über seine erste Frau verschwägert war, lebte Boleslaw in gutem Einvernehmen. 1315 schloss er mit ihm ein Schutzbündnis und führte 1321 für diesen in Böhmen die Regentschaft. Zusammen mit weiteren acht schlesischen Herzögen beschwerte sich Bolesław 1320 beim Heiligen Stuhl in Avignon über die Einführung des Peterspfennigs im Bistum Breslau in der neuen Form der Pro-Kopfsteuer, die bis dahin pro Familie erhoben wurde. Im selben Jahr verpfändete er die Gröditzburg an den Ritter Swolo Busewoy (Budziwój; Bożiwój). 1321 erhielt er vom Oppelner Herzog Bolko II. das ganze Land zwischen der Oder und dem Stober, mit Ausnahme des Dorfes Rybna. 1323 entriss er den Herzögen von Oels die Städte Namslau, Bernstadt, Konstadt, Landsberg, Pitschen und Kreuzburg. Erfolglos beauftragte der Papst 1325 den Posener Bischof und den Dechanten von Lebus, von Bolesław die Rückgabe von Liegnitz an seinen Bruder Wladislaus zu erzwingen.
Ende 1326 wurde der Breslauer Administrator Nikolaus von Banz, der Bolesławs Bruder Heinrich bei dessen Bemühungen um den Anschluss Schlesiens an Böhmen unterstützte, von Bolesławs Anhängern gefangen genommen und auf die Burg Jeltsch verschleppt. Nachdem Heinrich am 6. April 1327 das Herzogtum Breslau an die Krone Böhmen abtrat, konnte Nikolaus von Banz befreit werden. Auf dem Rückweg von seinem Litauenzug Ende April 1329, bemühte sich König Johann, den Zwist zwischen den Brüdern Bolesław und Wladislaus um das Herzogtum Liegnitz beizulegen. Vermutlich deshalb übertrug Bolesław am 9. Mai 1329 die Lehenshoheit über Liegnitz und Brieg an den böhmischen König, wodurch er sich in die Abhängigkeit von Böhmen begab, die 1335 mit dem Vertrag von Trentschin bestätigt wurde. 1342 überließ Bolesław das Herzogtum Liegnitz seinen beiden Söhnen und behielt Brieg. 1344 verkaufte er das Weichbild Grottkau dem Breslauer Bischof Preczlaw von Pogarell, der damit sein Fürstentum Neisse erweiterte und sich „Herzog von Grottkau“ nannte.
Bolesław führte einen verschwenderischen Lebensstil, durch den seine ausgedehnten Besitzungen geschmälert wurden. Wegen seiner feindseligen Haltung gegenüber der Geistlichkeit wurde er exkommuniziert. Erst kurz vor seinem Tode wurde der Kirchenausschluss aufgehoben.